# Девід Данфорд
Девід Данфорд (29 вересня 1988) — кенійський плавець.
Учасник Олімпійських Ігор 2008, 2012 років.
Переможець Всеафриканських ігор 2011 року.